# Copa do Brasil 2021
De Copa do Brasil 2021 was de 33e ditie van de Copa do Brasil en werd gespeeld van 9 maart tot 15 december.
Vanwege wijzigingen in de Copa Sudamericana moest de CBF ook het concept van de Copa do Brasil aanpassen. Het aantal deelnemende teams steeg van 91 naar 92 en er zullen zeven rondes zijn in plaats van acht. De teams die instromen van de Copa Libertadores en de winnaars van de Copa do Nordeste 2020, Copa Verde 2020 en Série B 2020 komen vanaf de derde fase in actie in plaats van in de 1/8 finale. Atlético Mineiro werd de winnaar.

## Competitieopzet
De Copa do Brasil is in zijn geheel opgezet volgens het knock-outsysteem. Dit betekent dat elk team in de eerste ronde aan één enkele tegenstander wordt gekoppeld. In een thuis- en een uitwedstrijd maken deze teams uit wie er naar de volgende ronde doorstroomt. In de volgende rondes herhaalt dit proces zich. In de eerste twee rondes geen heen- en terugwedstrijden meer gespeeld, maar slechts één wedstrijd. De club die het laagste geklasseerd staat op de CBF-ranking krijgt het thuisvoordeel, maar bij een eventueel gelijkspel gaat de uitploeg door in de eerste ronde. In de tweede ronde worden strafschoppen genomen. Verder heeft dit toernooi, als enige in Zuid-Amerika, de regel dat uitdoelpunten zwaarder tellen bij een gelijk totaal. De winnaar van de Copa do Brasil is geplaatst voor de Copa Libertadores.

## Deelnemers

### Staatscompetities
| Staat               | Club                 | Geklasseerd als                                                  |
| ------------------- | -------------------- | ---------------------------------------------------------------- |
| Acre                | Galvez               | Kampioen Staatscompetitie 2020                                   |
| Acre                | Atlético Acreano     | Vicekampioen Staatscompetitie 2020                               |
| Alagoas             | CRB                  | Kampioen Staatscompetitie 2020                                   |
| Alagoas             | CSA                  | Vicekampioen Staatscompetitie 2020                               |
| Alagoas             | Murici               | 3º plaats Staatscompetitie 2020                                  |
| Amapá               | Ypiranga-AP          | Kampioen Staatscompetitie 2020                                   |
| Amazonas            | Penarol              | Kampioen Staatscompetitie 2020                                   |
| Amazonas            | Manaus               | Vicekampioen Staatscompetitie 2020                               |
| Bahia               | Bahia                | Kampioen Staatscompetitie 2020                                   |
| Bahia               | Atlético Alagoinhas  | Vicekampioen Staatscompetitie 2020                               |
| Bahia               | Juazeirense          | 3º plaats Staatscompetitie 2020                                  |
| Ceará               | Fortaleza            | Kampioen Staatscompetitie 2020                                   |
| Ceará               | Guarany de Sobral    | Winnaar eerste fase Staatscompetitie 2020                        |
| Ceará               | Ferroviário          | Kampioen Copa Fares Lopes 2020                                   |
| Federaal District   | Gama                 | Kampioen Metropolitano 2020                                      |
| Federaal District   | Real Brasília        | Vicekampioen Metropolitano 2020                                  |
| Espírito Santo      | Rio Branco-VN        | Kampioen Staatscompetitie 2020                                   |
| Espírito Santo      | Rio Branco-ES        | Vicekampioen Staatscompetitie 2020                               |
| Goiás               | Atlético Goianiense  | Kampioen Staatscompetitie 2020                                   |
| Goiás               | Goinanésia           | Vicekampioen Staatscompetitie 2020                               |
| Goiás               | Jaraguá              | 3º plaats Staatscompetitie 2020                                  |
| Maranhão            | Sampaio Corrêa       | Kampioen Staatscompetitie 2020                                   |
| Maranhão            | Moto Club            | Vicekampioen Staatscompetitie 2020                               |
| Maranhão            | Juventude-MA         | 3º plaats Staatscompetitie 2020                                  |
| Mato Grosso         | Nova Mutum           | Kampioen Staatscompetitie 2020                                   |
| Mato Grosso         | União Rondonópolis   | Vicekampioen Staatscompetitie 2020                               |
| Mato Grosso         | Luverdense           | Derde plaats staatscompetitie                                    |
| Mato Grosso do Sul  | Águia Negra          | Kampioen Staatscompetitie 2020                                   |
| Minas Gerais        | Tombense             | Vicekampioen Staatscompetitie 2020                               |
| Minas Gerais        | América Mineiro      | 3º plaats Staatscompetitie 2020                                  |
| Minas Gerais        | Caldense             | 4º plaats Staatscompetitie 2020                                  |
| Minas Gerais        | Uberlândia           | Winnaar Troféu Inconfidência 2020[                               |
| Pará                | Paysandu             | Kampioen Staatscompetitie 2020                                   |
| Pará                | Remo                 | vicekampioen Staatscompetitie 2020                               |
| Pará                | Castanhal            | 3º plaats Staatscompetitie 2020                                  |
| Paraíba             | Treze                | Kampioen Staatscompetitie 2020                                   |
| Paraíba             | Campinense           | Vicekampioen Staatscompetitie 2020                               |
| Paraná              | Coritiba             | Vicekampioen Staatscompetitie 2020                               |
| Paraná              | FC Cascavel          | 3º plaats Staatscompetitie 2020                                  |
| Paraná              | Cianorte             | 4º plaats Staatscompetitie 2020                                  |
| Paraná              | Operário Ferroviário | 5º plaats Staatscompetitie 2020                                  |
| Pernambuco          | Salgueiro            | Kampioen Staatscompetitie 2020                                   |
| Pernambuco          | Santa Cruz           | Vicekampioen Staatscompetitie 2020                               |
| Pernambuco          | Retrô                | Beste geplaatste uit de eerste fase van de Staatscompetitie 2020 |
| Piauí               | 4 de Julho           | Kampioen Staatscompetitie 2020                                   |
| Piauí               | Picos                | Vicekampioen Staatscompetitie 2020                               |
| Rio de Janeiro      | Botafogo             | 5º plaats Staatscompetitie 2020                                  |
| Rio de Janeiro      | Vasco da Gama        | 7º plaats Staatscompetitie 2020                                  |
| Rio de Janeiro      | Volta Redonda        | Winnaar Taça Independência 2020                                  |
| Rio de Janeiro      | Boavista             | Winnaar Torneio Extra 2020                                       |
| Rio de Janeiro      | Madureira            | Vicekampioen Torneio Extra 2020                                  |
| Rio Grande do Norte | ABC                  | Kampioen Staatscompetitie 2020                                   |
| Rio Grande do Norte | América de Natal     | Vicekampioen Staatscompetitie 2020                               |
| Rio Grande do Sul   | Caxias               | Vicekampioen Staatscompetitie 2020                               |
| Rio Grande do Sul   | Esportivo            | 4º plaats Staatscompetitie 2020                                  |
| Rio Grande do Sul   | Ypiranga de Erechim  | 5º plaats Staatscompetitie 2020                                  |
| Rio Grande do Sul   | Santa Cruz-RS        | Kampioen Copa FGF 2020                                           |
| Rondônia            | Porto Velho          | Kampioen Staatscompetitie 2020                                   |
| Roraima             | São Raimundo-RR      | Kampioen Staatscompetitie 2020                                   |
| Santa Catarina      | Brusque              | Vicekampioen Staatscompetitie 2020                               |
| Santa Catarina      | Criciúma             | 3º plaats Staatscompetitie 2020                                  |
| Santa Catarina      | Joinville            | Kampioen Copa Santa Catarina 2020                                |
| São Paulo           | Corinthians          | Vicekampioen Staatscompetitie 2020                               |
| São Paulo           | Mirassol             | 3º plaats Staatscompetitie 2020                                  |
| São Paulo           | Ponte Preta          | 4º plaats Staatscompetitie 2020                                  |
| São Paulo           | Red Bull Bragantino  | Winnaar Troféu do Interior de 2020                               |
| São Paulo           | Marília              | Vicekampioen Copa Paulista 2020                                  |
| Sergipe             | Confiança            | Kampioen Staatscompetitie 2020                                   |
| Sergipe             | Sergipe              | Vicekampioen Staatscompetitie 2020                               |
| Tocantins           | Palmas               | Kampioen Staatscompetitie 2020                                   |

### CBF-ranking
| Pos. | Club        | Punten |
| ---- | ----------- | ------ |
| 10º  | Cruzeiro    | 11.768 |
| 20°  | Sport       | 7.043  |
| 21°  | Goiás       | 7.027  |
| 23°  | Vitória     | 6.114  |
| 26°  | Avaí        | 5.819  |
| 27°  | Juventude   | 5.725  |
| 28°  | Cuiabá      | 5.679  |
| 29°  | Paraná      | 5.175  |
| 32°  | Figueirense | 4.350  |
| 34°  | Vila Nova   | 4.177  |

### Rechtstreeks gekwalificeerd voor de derde fase
| Staat             | Club                 | Geklasseerd als                                        |
| ----------------- | -------------------- | ------------------------------------------------------ |
| Ceará             | Ceará                | Winnaar Copa do Nordeste 2020                          |
| Federaal District | Brasiliense          | Winnaar Copa Verde 2020                                |
| Minas Gerais      | Atlético Mineiro     | 3º plaats Brasileiro 2020                              |
| Paraná            | Athletico Paranaense | 9º plaats Brasileiro 2020                              |
| Rio de Janeiro    | Flamengo             | Kampioen Brasileiro 2020                               |
| Rio de Janeiro    | Fluminense           | 5º plaats Brasileiro 2020                              |
| Rio Grande do Sul | Grêmio               | 6º plaats Brasileiro 2020                              |
| Rio Grande do Sul | Internacional        | Vicekampioen Brasileiro 2020                           |
| Santa Catarina    | Chapecoense          | Kampioen Série B 2020                                  |
| São Paulo         | Palmeiras            | Kampioen Copa Libertadores 2020 en Copa do Brasil 2020 |
| São Paulo         | Santos               | 8º plaats Brasileiro 2020                              |
| São Paulo         | São Paulo            | 4º plaats Brasileiro 2020                              |

## Hoofdtoernooi

### Eerste ronde
80 clubs namen deel aan de eerste ronde. De clubs werden in groepen onderverdeeld volgens de CBF-ranking en zo tegen elkaar uitgeloot. Het team dat lager gerangschikt stond kreeg het thuisvoordeel, maar in geval van gelijkspel ging het hoger gerangschikte team automatisch door naar de volgende ronde.
| Team #1             | Score. | Team #2              |
| ------------------- | ------ | -------------------- |
| Treze               | 0 - 1  | América Mineiro      |
| Porto Velho         | 0 - 1  | Ferroviário          |
| Sergipe             | 0 - 0  | Cuiabá               |
| 4 de Julho          | 1 - 0  | Confiança            |
| Moto Club           | 0 - 5  | Botafogo FR          |
| Rio Branco-VN       | 1 - 1  | ABC                  |
| Guarany de Sobral   | 1 - 5  | CSA                  |
| Esportivo           | 0 - 2  | Remo                 |
| Campinense          | 1 - 7  | Bahia                |
| Jaraguá             | 1 - 4  | Manaus               |
| Gama                | 1 - 2  | Ponte Preta          |
| Marília             | 0 - 0  | Criciúma             |
| Boavista            | 3 - 1  | Goiás                |
| Picos               | 1 - 0  | Atlético Acreano     |
| Palmas              | 0 - 1  | Avaí                 |
| FC Cascavel         | 2 - 1  | Figueirense          |
| Juazeirense         | 3 - 2  | Sport                |
| Castanhal           | 0 - 3  | Volta Redonda        |
| Murici              | 0 - 3  | Juventude            |
| Atlético Alagoinhas | 0 - 3  | Vila Nova            |
| Galvez              | 1 - 3  | Atlético Goainiense  |
| Santa Cruz-RS       | 0 - 0  | Joinville            |
| Águia Negra         | 0 - 1  | Vitória              |
| Rio Branco-ES       | 2 - 1  | Sampaio Corrêa       |
| Salgueiro           | 0 - 3  | Corinthians          |
| Retrô               | 1 - 0  | Brusque              |
| Goianésia           | 2 - 3  | CRB                  |
| Madureira           | 0 - 1  | Paysandu             |
| Caldense            | 1 - 1  | Vasco da Gama        |
| Nova Mutum          | 0 - 0  | Tombense             |
| Cianorte            | 1 - 0  | Paraná               |
| Ypiranga-AP         | 0 - 4  | Santa Cruz           |
| Caxias              | 0 - 1  | Fortaleza            |
| Penarol             | 1 - 1  | Ypiranga de Erechim  |
| Mirassol            | 2 - 3  | Red Bull Bragantino  |
| Uberlândia          | 1 - 1  | Luverdense           |
| São Raimundo-RR     | 1 - 1  | Cruzeiro             |
| Real Brasília       | 0 - 2  | América de Natal     |
| União Rondonópolis  | 0 - 1  | Coritiba             |
| Juventude           | 0 - 2  | Operário Ferroviário |

### Tweede ronde
In geval van gelijkspel worden er strafschoppen genomen, tussen haakjes weergegeven. 
| Team #1          | Score.      | Team #2              |
| ---------------- | ----------- | -------------------- |
| América Mineiro  | 1 - 1 (3-2) | Ferroviário          |
| 4 de Julho       | 0 - 0 (5-4) | Cuiabá               |
| ABC              | 1 - 1 (4-1) | Botafogo FR          |
| CSA              | 1 - 1 (5-6) | Remo                 |
| Bahia            | 4 - 1       | Manaus               |
| Criciúma         | 1 - 1 (5-4) | Ponte Preta          |
| Picos            | 0 - 1       | Boavista             |
| Avaí             | 2 - 0       | FC Cascavel          |
| Juazeirense      | 3 - 3 (4-2) | Volta Redonda        |
| Vila Nova        | 1 - 1 (4-3) | Juventude            |
| Joinville        | 0 - 2       | Atlético Goainiense  |
| Vitória          | 2 - 0       | Rio Branco-ES        |
| Corinthians      | 1 - 1 (5-3) | Retrô                |
| Paysandu         | 1 - 2       | CRB                  |
| Tombense         | 1 - 2       | Vasco da Gama        |
| Cianorte         | 1 - 0       | Santa Cruz           |
| Fortaleza        | 1 - 0       | Ypiranga de Erechim  |
| Luverdense       | 1 - 2       | Red Bull Bragantino  |
| América de Natal | 0 - 1       | Cruzeiro             |
| Coritiba         | 3 - 2       | Operário Ferroviário |

### Derde ronde
In geval van gelijkspel worden er strafschoppen genomen, tussen haakjes weergegeven.  
| Team #1         | Tot.        | Team #2              | 1ste wed | 2de wed |
| --------------- | ----------- | -------------------- | -------- | ------- |
| Cianorte        | 0- 3        | Santos               | 0 - 2    | 0 - 1   |
| Vila Nova       | 0 - 2       | Bahia                | 0 - 1    | 0 - 1   |
| CRB             | 1 - 1 (4-3) | Palmeiras            | 0 - 1    | 1 - 0   |
| 4 de Julho      | 4 - 11      | São Paulo            | 3 - 2    | 1 - 9   |
| Fluminense      | 3 - 2       | Red Bull Bragantino  | 2 - 0    | 1 - 2   |
| Fortaleza       | 4 - 1       | Ceará                | 1 - 1    | 3 - 0   |
| Grêmio          | 2 - 0       | Brasiliense          | 2 - 0    | 0 - 0   |
| América Mineiro | 2 - 2 (2-3) | Criciúma             | 0 - 0    | 2 - 2   |
| Avaí            | 1 - 2       | Athletico Paranaense | 1 - 1    | 0 - 1   |
| Remo            | 1 - 4       | Atlético Mineiro     | 0 - 2    | 1 - 4   |
| Corinthians     | 0 - 2       | Atlético Goainiense  | 0 - 2    | 0 - 0   |
| Vitória         | 3 - 2       | Internacional        | 0 - 1    | 3 - 1   |
| Cruzeiro        | 1 - 1 (2-3) | Juazeirense          | 1 - 0    | 0 - 1   |
| Chapecoense     | 3 - 4       | ABC                  | 0 - 2    | 0 - 0   |
| Coritiba        | 0 - 3       | Flamengo             | 0 - 1    | 0 - 2   |
| Boavista        | 1 - 2       | Vasco da Gama        | 0- 1     | 1 - 1   |

### Vierde ronde
In geval van gelijkspel worden er strafschoppen genomen, tussen haakjes weergegeven.  
| Team #1              | Tot.  | Team #2             | 1ste wed | 2de wed |
| -------------------- | ----- | ------------------- | -------- | ------- |
| São Paulo            | 4 - 1 | Vasco da Gama       | 2 - 0    | 2 - 1   |
| Criciúma             | 2 - 4 | Fluminense          | 2 - 1    | 0 - 3   |
| Vitória              | 0 - 4 | Grêmio              | 0 - 3    | 0 - 1   |
| Fortaleza            | 3 - 1 | CRB                 | 2 - 1    | 1 - 0   |
| Flamengo             | 7 - 0 | ABC                 | 6 - 0    | 1 - 0   |
| Athletico Paranaense | 4 - 3 | Atlético Goainiense | 2 - 1    | 2 - 2   |
| Atlético Mineiro     | 3 - 2 | Bahia               | 2 - 0    | 1 - 2   |
| Santos               | 4 - 2 | Juazeirense         | 4 - 0    | 0 - 2   |

### Laatste 8
|  | kwartfinale          | kwartfinale          | kwartfinale | kwartfinale |   |                      | halve finale | halve finale | halve finale | halve finale |  |                  | finale | finale | finale | finale |  |  |
|  |                      |                      |             |             |   |                      |              |              |              |              |  |                  |        |        |        |        |  |  |
|  | Fluminense           | 1                    | 0           | 1           |   |                      |              |              |              |              |  |                  |        |        |        |        |  |  |
|  | Atlético Mineiro     | 2                    | 1           | 3           |   |                      |              |              |              |              |  |                  |        |        |        |        |  |  |
|  | Atlético Mineiro     | 2                    | 1           | 3           |   | Atlético Mineiro     | 4            | 2            | 6            |              |  |                  |        |        |        |        |  |  |
|  |                      |                      |             |             |   | Atlético Mineiro     | 4            | 2            | 6            |              |  |                  |        |        |        |        |  |  |
|  |                      | Fortaleza            | 0           | 1           | 1 |                      |              |              |              |              |  |                  |        |        |        |        |  |  |
|  | São Paulo            | Fortaleza            | 0           | 1           | 1 | 2                    | 1            | 3            |              |              |  |                  |        |        |        |        |  |  |
|  | São Paulo            |                      |             |             |   | 2                    | 1            | 3            |              |              |  |                  |        |        |        |        |  |  |
|  | Fortaleza            | 2                    | 3           | 5           |   |                      |              |              |              |              |  |                  |        |        |        |        |  |  |
|  | Fortaleza            | 2                    | 3           | 5           |   |                      |              |              |              |              |  | Atlético Mineiro | 4      | 2      | 6      |        |  |  |
|  |                      |                      |             |             |   |                      |              |              |              |              |  | Atlético Mineiro | 4      | 2      | 6      |        |  |  |
|  |                      | Athletico Paranaense | 0           | 1           | 1 |                      |              |              |              |              |  |                  |        |        |        |        |  |  |
|  | Athletico Paranaense | Athletico Paranaense | 0           | 1           | 1 | 1                    | 1            | 2            |              |              |  |                  |        |        |        |        |  |  |
|  | Athletico Paranaense |                      |             |             |   | 1                    | 1            | 2            |              |              |  |                  |        |        |        |        |  |  |
|  | Santos               | 0                    | 0           | 0           |   |                      |              |              |              |              |  |                  |        |        |        |        |  |  |
|  | Santos               | 0                    | 0           | 0           |   | Athletico Paranaense | 2            | 3            | 5            |              |  |                  |        |        |        |        |  |  |
|  |                      |                      |             |             |   | Athletico Paranaense | 2            | 3            | 5            |              |  |                  |        |        |        |        |  |  |
|  |                      | Flamengo             | 2           | 0           | 2 |                      |              |              |              |              |  |                  |        |        |        |        |  |  |
|  | Grêmio               | Flamengo             | 2           | 0           | 2 | 0                    | 0            | 0            |              |              |  |                  |        |        |        |        |  |  |
|  | Grêmio               |                      |             |             |   | 0                    | 0            | 0            |              |              |  |                  |        |        |        |        |  |  |
|  | Flamengo             | 4                    | 2           | 6           |   |                      |              |              |              |              |  |                  |        |        |        |        |  |  |

1989 · 1990 · 1991 · 1992 · 1993 · 1994 · 1995 · 1996 · 1997 · 1998 · 1999 · 2000 · 2001 · 2002 · 2003 · 2004 · 2005 · 2006 · 2007 · 2008 · 2009 · 2010 · 2011 · 2012 · 2013 · 2014 · 2015 · 2016 · 2017 · 2018 · 2019 · 2020 · 2021 · 2022 · 2023 · 2024 · 2025